# Zagyvaszántó
Zagyvaszántó je vas na Madžarskem, ki upravno spada pod podregijo Hatvani Županije Heves.